# Francine Diaz
 (juin 2023).
La mise en forme du texte ne suit pas les recommandations de Wikipédia : il faut le « wikifier ».
Les points d'amélioration suivants sont les cas les plus fréquents. Le détail des points à revoir est peut-être précisé sur la page de discussion.
- Les titres sont pré-formatés par le logiciel. Ils ne sont ni en capitales, ni en gras.
- Le texte ne doit pas être écrit en capitales (les noms de famille non plus), ni en gras, ni en italique, ni en « petit »…
- Le gras n'est utilisé que pour surligner le titre de l'article dans l'introduction, une seule fois.
- L'italique est rarement utilisé : mots en langue étrangère, titres d'œuvres, noms de bateaux, etc.
- Les citations ne sont pas en italique mais en corps de texte normal. Elles sont entourées par des guillemets français : « et ».
- Les listes à puces sont à éviter, des paragraphes rédigés étant largement préférés. Les tableaux sont à réserver à la présentation de données structurées (résultats, etc.).
- Les appels de note de bas de page (petits chiffres en exposant, introduits par l'outil «  Source ») sont à placer entre la fin de phrase et le point final[comme ça].
- Les liens internes (vers d'autres articles de Wikipédia) sont à choisir avec parcimonie. Créez des liens vers des articles approfondissant le sujet. Les termes génériques sans rapport avec le sujet sont à éviter, ainsi que les répétitions de liens vers un même terme.
- Les liens externes sont à placer uniquement dans une section « Liens externes », à la fin de l'article. Ces liens sont à choisir avec parcimonie suivant les règles définies. Si un lien sert de source à l'article, son insertion dans le texte est à faire par les notes de bas de page.
- La présentation des références doit suivre les conventions bibliographiques. Il est recommandé d'utiliser les modèles {{Ouvrage}}, {{Chapitre}}, {{Article}}, {{Lien web}} et/ou {{Bibliographie}}. Le mode d'édition visuel peut mettre en forme automatiquement les références.
- Insérer une infobox (cadre d'informations à droite) n'est pas obligatoire pour parachever la mise en page.

Pour une aide détaillée, merci de consulter Aide:Wikification.
Si vous pensez que ces points ont été résolus, vous pouvez retirer ce bandeau et améliorer la mise en forme d'un autre article.
Francine Carrel Saenz Diaz, née à Manille aux Philippines le 27 janvier 2004, est une actrice philippine surtout connue pour son rôle de Cassandra Mondragon dans la série dramatique ABS-CBN, Kadenang Ginto.

## Biographie
Initialement de Tondo qui est un quartier de Manille, la famille de Diaz déménage à Cavite en raison de difficultés financières. Francine est la troisième des six enfants de Jésus Michael Diaz et Merdick Saenz-Diaz. Ses frères et sœurs sont Chantal, Cameron, Carmela, Courtney et Eisa. Selon Diaz, sa famille doit emprunter de l'argent à ses voisins pour payer les transports en commun pendant qu'elle auditionnait. Très jeune, elle devient le soutien financier de famille de sa famille.

## Carrière
Après être apparue dans des publicités en 2012, Diaz joue les versions plus jeunes de personnages dans Ipaglaban Mo (en) et Pasión de Amor et joue des rôles d'invités dans Be My Lady, The Greatest Love, Ikaw Lang ang Iibigin et The Generals' Daughter avant de décrocher un rôle principal dans Kadenang Ginto en 2018. Diaz est décrite dans les médias comme l'une des "étoiles montantes" de sa génération et une "princesse des médias modernes".
Après avoir été repérée par un impressario qui l'invite à faire des auditions auto-enregistrées, Diaz apparait dans des publicités alors qu'elle n'a que 10 ans. Elle fait ses débuts d'actrice en 2014 lorsqu'elle joue une version plus jeune du personnage de Jennica Garcia dans l'épisode d'Ipaglaban Mo "Pagkilala sa Ama". En 2015, elle joue une version plus jeune du personnage d'Ellen Adarna dans la série dramatique Pasión de Amor.
En 2016, elle joue le rôle de Pinang dans la série dramatique de midi, Be My Lady.
En 2018, Diaz devient célèbre lorsqu'elle est choisie pour le rôle de Cassie Mondragon, la protagoniste de la série télévisée de l'après-midi d'ABS-CBN, Kadenang Ginto, qui devient un succès d'audience pour le réseau. Diaz est également connue pour son couple d'amoureux avec la co-vedette Kyle Echarri, surnommée KyCine.
En 2021, Diaz est choisie pour le rôle principal dans Huwag Kang Mangamba, aux côtés de ses co-stars de Kadenang Ginto, Echarri, Andrea Brillantes et Seth Fedelin. Le quatuor est également été choisi pour diriger la série d'anthologies en quatre parties Click, Like, Share. Elle a également joué dans le film Tenement 66 aux côtés de Francis Magundayao et Noel Comia Jr. Le film a participé au 25e Festival international du film fantastique de Bucheon en Corée du Sud. Diaz a fait ses débuts sur les podiums au défilé de mode enchanté de Michael Leyva, aux côtés d'Andrea Brillantes.